# Пантелюк Юрій Йосипович
Ю́рій Йо́сипович Пантелю́к (1911 , Джурів, Снятинський повіт, Королівство Галичини та Володимирії, Австро-Угорщина  — 5 листопада 1966 , Кам'янка-Бузька, Львівська область ) — український радянський діяч. Депутат Верховної Ради УРСР 1–4-го скликань (1940–1959). Кандидат у члени ЦК КПУ (1952–1956).

## Біографія
Народився 1911 року в родині селянина-бідняка в селі Джурів, тепер Снятинський район, Івано-Франківська область, Україна. Залишившись круглим сиротою, працював у господарстві свого дядька, вчився в сільській школі, а потім у середній торговельно-кооперативній школі в місті Коломиї. 
Брав активну участь в комуністичному революційному русі на Станіславщині. Член Комуністичної партії Західної України (КПЗУ).
У 1932 році заарештований, за революційну діяльність засуджений польською владою до 4,5 років ув'язнення, яке відбував у коломийській тюрмі. Повернувшись у рідне село, продовжував революційну діяльність і знову потрапив у в'язницю.
Після захоплення Галичини Червоною армією з вересня 1939 року очолював тимчасовий селянський комітет села Джурів (Станіславського воєводства), обирався депутатом Народних Зборів Західної України. Працював головою колгоспу в селі Джурів.
24 березня 1940 роу обраний депутатом Верховної Ради УРСР 1-го скликання по Снятинському виборчому округу № 365 Станіславської області. 
До 1941 року працював заступником голови виконавчого комітету Снятинської районної ради депутатів трудящих Станіславської області.
Учасник німецько-радянської війни. Закінчив військову школу, служив політруком. Пізніше воював у складі 3-х піхотної дивізії імені Ромуальда Траугутта Польської народної армії у чині підпоручика. Двічі був поранений. 
До 1947 року працював головою виконавчого комітету Заболотівської районної ради депутатів трудящих Станіславської області.
Член ВКП(б) з 1947 року.
Закінчив Вищу партійну школу при ЦК КП(б)У.
У грудні 1950 — січні 1952 року — голова виконавчого комітету Коломийської міської ради депутатів трудящих Станіславської області.
У січні 1952 — червні 1955 року — голова виконавчого комітету Станіславської обласної ради депутатів трудящих.
У лютому 1957 — березні 1959 року — голова правління колгоспу «Перемога» в селі Зубра Пустомитівського району Львівської області. У березні 1959 — травні 1961 року — директор радгоспу «Перемога» в селі Сокільники Пустомитівського району Львівської області. 
У 1961 — листопаді 1966 року — голова правління колгоспу «Україна» в селі Великосілки Новояричівського району (потім — Кам'янко-Бузького району) Львівської області.
Помер 5 листопада 1966 року в місті Кам'янка-Бузька Львівської області. Похований на Личаківському цвинтарі у Львові.

## Нагороди
- Орден Леніна (31.12.1965)
- Орден «Знак Пошани» (23.01.1948)